# Breidleria curvifolia
Breidleria curvifolia là một loài Rêu trong họ Hypnaceae. Loài này được (Hedw.) M. Fleisch. mô tả khoa học đầu tiên năm 1914.